# The Chronological Classics: Lionel Hampton and His Orchestra 1937-1938
| Recensione | Giudizio |
| ---------- | -------- |
| AllMusic   | [ 1 ]    |

The Chronological Classics: Lionel Hampton and His Orchestra 1937-1938 è una Compilation su CD del caporchestra e vibrafonista Jazz statunitense Lionel Hampton, pubblicato dall'etichetta discografica francese Classics Records nel 1990.

## Tracce
1. My Last Affair – 2:33 (Haven Johnson) – Registrato l'8 febbraio 1937 a New York
2. Jivin' the Vibes – 2:20 (Lionel Hampton) – Registrato l'8 febbraio 1937 a New York
3. The Mood That I'm In – 2:40 (Abner Silver, Al Sherman) – Registrato l'8 febbraio 1937 a New York
4. Hampton Stomp – 3:07 (Lionel Hampton) – Registrato l'8 febbraio 1937 a New York
5. Buzzin' Around with the Bee – 3:04 (John Hancock) – Registrato il 14 aprile 1937 a New York
6. Whoa Babe – 2:53 (Larry Clinton) – Registrato il 14 aprile 1937 a New York
7. Stompology – 2:59 (Lionel Hampton) – Registrato il 14 aprile 1937 a New York
8. On the Sunny Side of the Street – 3:13 (Dorothy Fields, Jimmy McHugh) – Registrato il 26 aprile 1937 a New York
9. Rhythm, Rhythm – 2:48 (Ira Gershwin, George Gershwin) – Registrato il 26 aprile 1937 a New York
10. China Stomp – 2:45 (Jean Schwartz, William Jerome) – Registrato il 26 aprile 1937 a New York
11. I Know That You Know – 2:55 (Vincent Youmans, Anne Caldwell) – Registrato il 26 aprile 1937 a New York
12. Confessin' – 3:25 (Al Neiburg, Ellis Reynolds, Doc Daugherty) – Registrato il 16 agosto 1937 a Hollywood, California
13. Drum Stomp (Crazy Rhythm) – 3:06 (Fred Fisher) – Registrato il 16 agosto 1937 a Hollywood, California
14. Piano Stomp (Shine) – 2:55 (Ford Dabney, Cecil Mack, Lew Brown) – Registrato il 16 agosto 1937 a Hollywood, California
15. I Surrender, Dear – 3:22 (Gordon Clifford, Harry Barris) – Registrato il 16 agosto 1937 a Hollywood, California
16. The Object of My Affection – 3:11 (Coy Poe, Pinky Tomlin, Jimmie Grier) – Registrato il 5 settembre 1937 a Hollywood, California
17. Judy – 3:02 (Hoagy Carmichael, Sammy Lerner) – Registrato il 5 settembre 1937 a Hollywood, California
18. Baby, Won't You Please Come Home? – 2:49 (Charles Warfield, Clarence Williams) – Registrato il 5 settembre 1937 a Hollywood, California
19. Everybody Loves My Baby – 2:48 (Jack Palmer, Spencer Williams) – Registrato il 5 settembre 1937 a Hollywood, California
20. After You've Gone – 3:00 (Henry Creamer, Turner Layton) – Registrato il 5 settembre 1937 a Hollywood, California
21. I Just Couldn't Take It, Baby – 3:06 (Mann Holiner, Alberta Nichols) – Registrato il 5 settembre 1937 a Hollywood, California
22. You're My Ideal – 3:12 (Spencer Williams, Thomas Waller) – Registrato il 18 gennaio 1938 a New York
23. The Sun Will Shine Tonight – 3:10 (Billy Rose, Ted Fetter, Ned Lehac) – Registrato il 18 gennaio 1938 a New York
24. Ring Dem Bells – 3:20 (Irving Mills, Duke Ellington) – Registrato il 18 gennaio 1938 a New York

## Musicisti
My Last Affair / Jivin' the Vibes / The Mood That I'm In / Hampton Stomp

(Lionel Hampton and His Orchestra)
- Lionel Hampton - vibrafono
- Lionel Hampton - voce (brani: My Last Affair e The Mood That I'm In)
- Lionel Hampton - batteria (brano: Hampton Stomp)
- Ziggy Elman - tromba
- Hymie Schertzer - sassofono alto
- George Koenig - sassofono alto
- Vido Musso - sassofono tenore
- Arthur Rollini - sassofono tenore
- Jess Stacy - pianoforte
- Allan Reuss - chitarra
- Harry Goodman - contrabbasso
- Gene Krupa - batteria

Buzzin' Around with the Bee / Whoa Babe / Stompology

(Lionel Hampton and His Orchestra)
- Lionel Hampton - vibrafono
- Lionel Hampton - voce (brani: Buzzin' Around with the Bee e Whoa Babe)
- Cootie Williams - tromba
- Lawrence Brown - trombone
- Mezz Mezzrow - clarinetto
- Johnny Hodges - sassofono alto
- Jess Stacy - pianoforte
- Allan Reuss - chitarra
- John Kirby - contrabbasso
- Cozy Cole - batteria

On the Sunny Side of the Street / Rhythm, Rhythm / China Stomp / I Know That You Know

(Lionel Hampton and His Orchestra)
- Lionel Hampton - vibrafono
- Lionel Hampton - pianoforte (in duetto con Jess Stacy nel brano: China Stomp)
- Lionel Hampton - batteria (brano: I Know That You Know)
- Lionel Hampton - voce (brano: On the Sunny Side of the Street)
- Buster Bailey - clarinetto
- Johnny Hodges - sassofono alto
- Jess Stacy - pianoforte
- Allan Reuss - chitarra
- John Kirby - contrabbasso
- Cozy Cole - batteria (eccetto nel brano: I Know That You Know)

Confessin' / Drum Stomp (Crazy Rhythm) / Piano Stomp (Shine) / I Surrender, Dear

(Lionel Hampton and His Orchestra)
- Lionel Hampton - vibrafono
- Lionel Hampton - pianoforte (in duetto con Clyde Hart nel brano: Piano Stomp (Shine))
- Lionel Hampton - batteria (brano: Drum Stomp (Crazy Rhythm))
- Lionel Hampton - voce (brano: Confessin')
- Jonah Jones - tromba
- Eddie Barefield - clarinetto
- Clyde Hart - pianoforte
- Bobby Bennett - chitarra
- Mack Walker - contrabbasso
- Cozy Cole - batteria (eccetto nel brano: Drum Stomp (Crazy Rhythm))

The Object of My Affection / Judy / Baby, Won't You Please Come Home? / Everybody Loves My Baby / After You've Gone / I Just Couldn't Take It, Baby

(Lionel Hampton and His Orchestra)
- Lionel Hampton - vibrafono
- Lionel Hampton - batteria, voce (brano: After You've Gone)
- Lionel Hampton - batteria (brano: Judy)
- Lionel Hampton - voce (brani: The Object of My Affection, Baby, Won't You Please Come Home?, Everybody Loves My Baby e I Just Couldn't Take It, Baby)
- Ziggy Elman - tromba
- Vido Musso - clarinetto, sassofono tenore
- Arthur Rollini - sassofono tenore
- Jess Stacy - pianoforte
- Allan Reuss - chitarra
- Johnny Miller - contrabbasso
- Cozy Cole - batteria (eccetto nei brani: Judy e After You've Gone)

You're My Ideal / The Sun Will Shine Tonight / Ring Dem Bells

(Lionel Hampton and His Orchestra)
- Lionel Hampton - vibrafono, voce
- Cootie Williams - tromba
- Johnny Hodges - sassofono alto
- Edgar Sampson - sassofono baritono, arrangiamenti
- Jess Stacy - pianoforte
- Allan Reuss - chitarra
- Billy Taylor - contrabbasso
- Sonny Greer - batteria[2]